# Stenodynerus sonoitensis
Stenodynerus sonoitensis är en stekelart som beskrevs av Richard Mitchell Bohart 1949. Stenodynerus sonoitensis ingår i släktet smalgetingar, och familjen Eumenidae. Inga underarter finns listade i Catalogue of Life.